# Верхній Дунавець
Верхній Дунавець, Дунавецу-де-Сус (рум. Dunavățu de Sus) — село у повіті Тулча в Румунії. Входить до складу комуни Мурігіол. Історичний центр українського життя на Добруджі, остання столиця Задунайської Січі.
Село розташоване на відстані 254 км на схід від Бухареста, 37 км на південний схід від Тулчі, 104 км на північний схід від Констанци, 103 км на південний схід від Галаца.
Поблизу села з 1813 по 1828 рік знаходилася Задунайська Січ, на честь якої в 1997 році в селі встановлений пам'ятний знак.

## Населення

Освячення пам'ятного знаку, встановленого в центрі колишньої Січі

За даними перепису населення 2002 року у селі проживали 229 осіб, з них 225 осіб (98,3%) румунів. Рідною мовою 226 осіб (98,7%) назвали румунську.